# Anzu

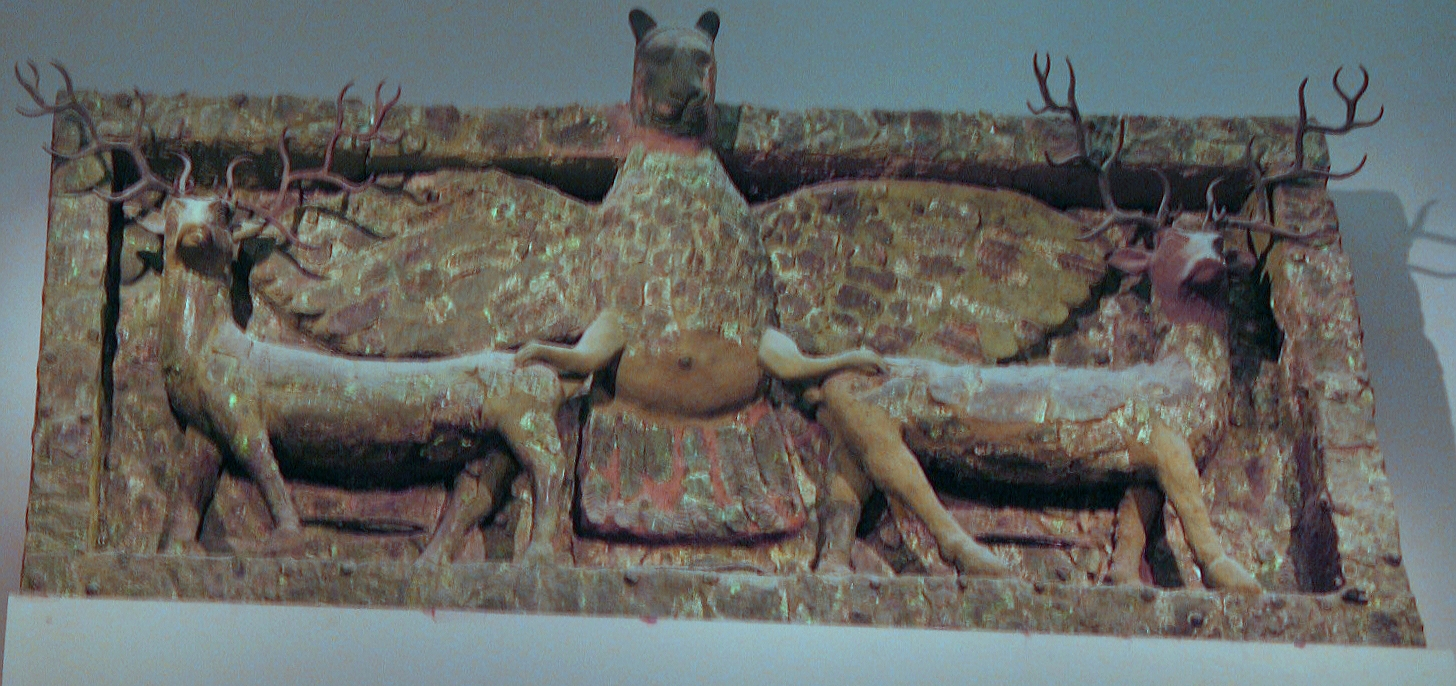
Anzu/Imdugud als Löwenadler, Typ B, Relief Tell el-Obed
(etwa 2500 v. Chr., heute im British Museum)

Anzu (auch Zu; sumerisch ananx(IM)-dugud) ist die Bezeichnung eines Wesens der mesopotamischen Mythologie und bedeutet mächtige/starke Wolke. Bei dem akkadischen Begriff handelt es sich um ein Lehnwort, dessen ursprüngliche Bedeutung ungeklärt ist. Der sumerische Name ist Imdugud.

## Beschreibung und Darstellungen

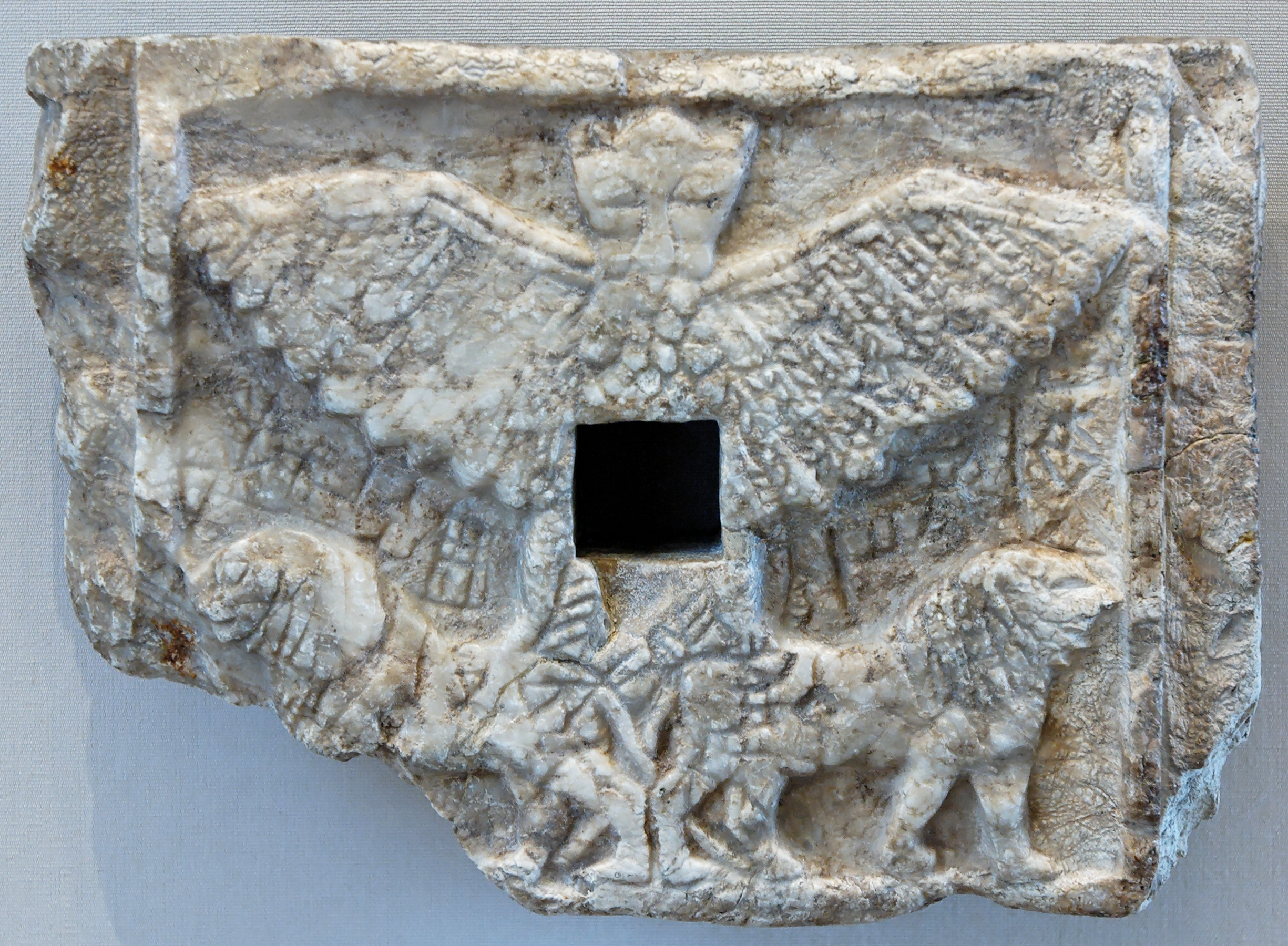
Anzu/Imdugud als Löwenadler, Typ B: Relief Lagaš
(2550–2500 v. Chr., heute im Louvre).

Anzu sah sehr sonderbar aus, was sogar sprichwörtlich wurde, kīma anzî šanu nabnīta (Tukulti-Ninurta Epos). Benno Landsberger nimmt an, dass er das Gesicht einer Fledermaus (pān anzî) hatte. Er hatte einen Schnabel wie eine Säge (Anzu Mythos SB), was nicht mit den gängigen bildlichen Darstellungen mit Löwenkopf übereinstimmt.
Erste glyptische Belege des mythologischen Vorgängers des Anzu datieren in die Epoche Ed II (2550 v. Chr.) bis Ed IIIa (2500 v. Chr.). Anzu wird ikonografisch zunächst ähnlich dem Löwenadler der Akkad- und neusumerischen Zeit dargestellt.
Aus der Regierungszeit des Gudea stammt das sehr seltene Motiv eines über zwei Löwen schwebenden Löwenadlers, welches zweimal auf der Gudeastele eingearbeitet wurde. Die in diesem Zusammenhang vorgenommene Klassifizierung des Anzu als Löwenadler ist nicht gesichert, da sich jene Ableitung auf den teilweise unklaren Text der Gudeastele bezieht.

„Sein Ziegelform‚kasten‘, auf den er eine Zeichnung eingeritzt hatte und sein Stempel(?), den er tief eingedrückt hatte, (trugen) einen Anzu, das Emblem seines Herrn (Ningirsu); zu einer Standarte(?) schmückte er sie aus.“

Aufgrund anderer Darstellungen des Löwenadlers früheren Typs, beispielsweise aus der Zeit des Eannatum, halten die Assyriologen es für wahrscheinlich, dass es sich bei dem erwähnten Anzu auf der Gudeastele um einen Löwenadler handelt. In späteren Epochen entsprechen die Darstellungen von Anzu einem Löwendrachen.
Goldsmith und Gould halten die Mari-Figurine dagegen für das Abbild einer Fledermaus.

## Mythos
- Anzu-Mythos
- Inanna und der Ḫuluppu-Baum.

### Vertonung
- Versuche zur Rekonstruktion des gesprochenen Akkadisch. Hier das von Claus Wilcke eingesprochene Epos von Anzu mit Transkription. Website der School of Oriental and African Studies, Universität London, verfügbar unter    by-nc-nd